# Ochrotrichia villarenia
Ochrotrichia villarenia är en nattsländeart som beskrevs av Lazar Botosaneanu 1980. Ochrotrichia villarenia ingår i släktet Ochrotrichia och familjen smånattsländor. Inga underarter finns listade i Catalogue of Life.